# Татищев, Иван Михайлович Большой
Иван Михайлович Большой Татищев (? — 1689) — русский военный и государственный деятель, воевода, думный дворянин и окольничий во времена правления царей Алексея Михайловича, Фёдора Алексеевича и правительницы царевны Софьи Алексеевны.
Старший сын от 1-го брака боярина Михаила Юрьевича Татищева и Федосьи Осиповны (ум. 1655). 
Отец — Михаил Юрьевич, являлся дедом Салтыковой Прасковьи Фёдоровны, жены царя Ивана V Алексеевича, а правнучка —  императрица Анна Иоановна.

## Биография
Впервые упомянут в чине жильца на съезде с польскими послами при князе Н.И. Одоевском и на царском смотре на Семёновском поле, перед выступлением против польского короля (1664), имел оклад 400 четвертей земли и 10 рублей. Ездил по службе за государем в осенних походах в чине стряпчего (1667). За объявление рождения Царевича ему дана придача к окладу 100 четвертей и 12 рублей (1668). На службе в Севске и под Глуховым  в полках П.А. Долгорукова и Г.С. Куракина (1668-1670). Упомянут на царском смотре на Семёновском поле (1671). Ездил за государем в зимних и летних походах (1672-1675). Пожалован в стольники (06 июня 1676). Во время царского похода в Коломенское, указано оставаться на Москве (09 сентября 1676). Воевода в Чигиринском походе Г.Г. и М.Г. Ромодановских (1678-1679), воевода в Переславле-Рязанском (1679-1683), откуда вызван в Москву, где отмечен с государями на богомолье в Троицком походе (1682). Пожалован в думные дворяне (29 августа 1684), участвовал на съезде с польскими послами. Имел оклад 1250 четвертей земли (1685). Неоднократно упоминается сопровождающим царя Ивана V Алексеевича в богомольных походах в монастыри: Троице-Сергиев (1684), Спасов, Новодевичий, Воскресенский и Саввин (1685-1687). Пожалован в окольничие (23 марта 1689).
Умер († 25 апреля 1689).
Жена: Анна Филипповна Филиппова († 04 августа 1712), ей вдове окольничего, в числе прочих, объявлено до окончания шведской войны, жить на Котлине острове и постройке себе в Петербурге дома.
По родословной росписи показан бездетным.

## Владение собственностью
Отец его, Михаил Юрьевич, дал Ивану Михайловичу родовые свои вотчины в Романовском стане Дмитровского уезда: пустоши Ноугородово и Алексейково с лугом, село Горки с пустошами Алексейково-Жуково, Хреновище, Малафеевская, Глухарёво, Шишкино, Дубки (Аринино), Ермолкино (Шелепово), Кузнечково-Рахманово, Бородино, Бокшеево. 
В Ростовском уезде: село Погост, деревня Васильево на пруде, часть пустошей Ефаново и Семенцово.
За Чигиринскую службу (1685) пожалован из поместья в вотчину, из оклада 1250 четвертей, по 20 четвертей с каждых 100 четвертей в: Вологодском уезде, Сянженской трети и Михайловского..  